# آراملفکا
آراملفکا (انگلیسی: Aramelevka) یک شهرک در شهرستان بلاگووشچنسکی باشقیرستان کشور روسیه است.